# SStB Chiapovano–Javornik
| SStB Chiapovano - Javornik SB/DV 21 (régi)/ SB/DV 27 sorozat FS 197 sorozat | SStB Chiapovano - Javornik SB/DV 21 (régi)/ SB/DV 27 sorozat FS 197 sorozat | SStB Chiapovano - Javornik SB/DV 21 (régi)/ SB/DV 27 sorozat FS 197 sorozat |
| --------------------------------------------------------------------------- | --------------------------------------------------------------------------- | --------------------------------------------------------------------------- |
| Pályaszám:                                                                  | SB 21 633–658 SB 27 633–658 FS 197.001–025                                  | SB 21 633–658 SB 27 633–658 FS 197.001–025                                  |
| Gyártó:                                                                     | Günther , Bécsújhely                                                        | Günther , Bécsújhely                                                        |
| Gyártásban:                                                                 | 1856–1857                                                                   | 1856–1857                                                                   |
| Selejtezés:                                                                 | FS: 1925–1929                                                               | FS: 1925–1929                                                               |
| Átépítve:                                                                   | 1868-1884                                                                   | 1868-1884                                                                   |
| Műszaki adatok                                                              |                                                                             |                                                                             |
|                                                                             | Eredeti állapot                                                             | Átépítés után                                                               |
| Jelleg:                                                                     | C2' n2Et                                                                    | C n2                                                                        |
| Nyomtávolság:                                                               | 1 435 mm                                                                    | 1 435 mm                                                                    |
| Szolgálati tömeg:                                                           | 46,5 t                                                                      | 40,4 t                                                                      |
| Tapadási tömeg:                                                             | 32,6 t                                                                      | 40,4 t                                                                      |
| Legnagyobb tengelynyomás:                                                   | n.a.                                                                        | 13,5 t                                                                      |
| Hajtókerék átmérő:                                                          | 1264 mm                                                                     | 1264 mm                                                                     |
| Hengerek száma:                                                             | 2                                                                           | 2                                                                           |
| Hengerátmérő:                                                               | 461 mm                                                                      | 461 mm                                                                      |
| Dugattyúlöket:                                                              | 580 mm                                                                      | 580 mm                                                                      |
| Gőznyomás:                                                                  | 7,0 atm                                                                     | 9 atm                                                                       |
| Forrfelület:                                                                | 137,0 m² (lángjárta)                                                        | 137,0 m² (lángjárta)                                                        |
| Tapadósúlyból számított vonóerő:                                            | n.a.                                                                        | 6341 kg                                                                     |
| Legnagyobb sebesség:                                                        | n.a.                                                                        | 42 km/h                                                                     |

A SStB  Chiapovano - Javornik sorozat 26 db Engerth-rendszerű, úgynevezett támasztószerkocsis mozdony volt a k.k. Südliche Staatsbahn-nál (röviden SStB).

## Története
A 26 mozdonyt a Günther Bécsújhelyi Mozdonygyár szállította 1856 és 1857 között.
1858-ban, amikor a Déli Vasút megvásárolta az SStB-t, a hozzákerült e sorozatú mozdonyokat a  21 sorozatba (1864-től 27 sorozatba) osztották be és a  633-658 pályaszámokat kapták.
Mivel az Engerth-rendszerű mozdonyok a szolgálatban nem váltak be, a DV 1868 és 1884 között hagyományos háromcsatlóssá építette át mindegyiket.
A mozdonyok közül 25 db az Olasz Államvasutakhoz került ahol az FS 197 sorozatba lettek beosztva.
1925 és 1929 között valamennyit selejtezték.

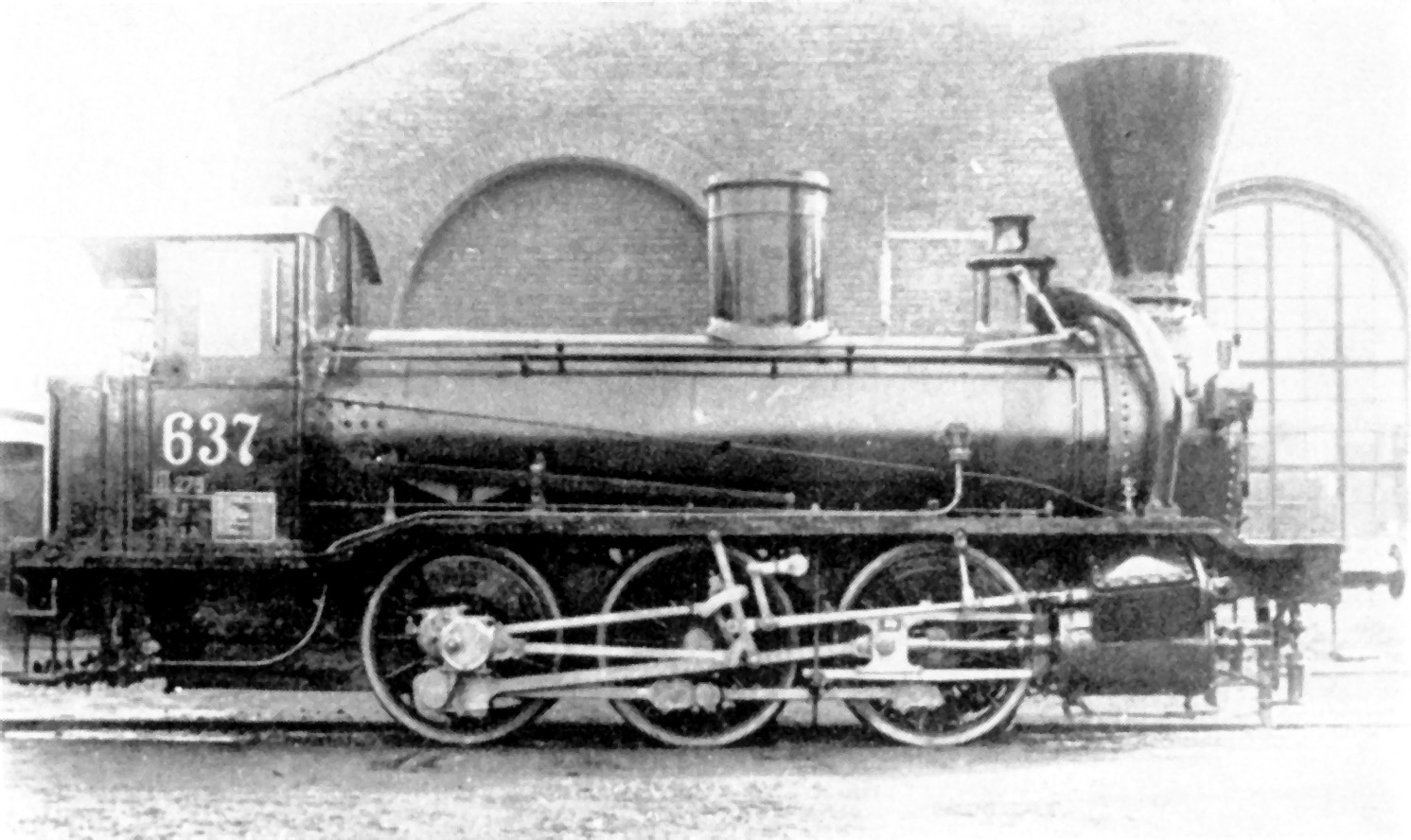
A DV 637 pályaszámú mozdony átépítés után

## Fordítás
- Ez a szócikk részben vagy egészben  a   SStB – Chiapovano bis Javornik című német Wikipédia-szócikk fordításán alapul.  Az eredeti cikk szerkesztőit annak laptörténete sorolja fel. Ez a jelzés csupán a megfogalmazás eredetét és a szerzői jogokat jelzi, nem szolgál a cikkben szereplő információk forrásmegjelöléseként.